# Nordkreuz
Nordkreuz nannte sich eine Gruppe von rund 30 bis 54 deutschen Rechtsextremisten, die sich als „Prepper“ auf einen erwarteten Staatszusammenbruch am „Tag X“ vorbereiteten und eine Massentötung von Flüchtlingshelfern und Linken geplant haben sollen. Die Gruppe bildete sich Anfang 2016 in Mecklenburg-Vorpommern und gehörte mit Südkreuz, Westkreuz und ähnlichen Gruppen zum rechtsextremen Hannibal-Netzwerk, das ab Herbst 2017 entdeckt wurde.
Bundesweit wurden dutzende Ermittlungsverfahren gegen Mitglieder oder Kontaktpersonen der Gruppe eröffnet. Wegen Verstößen gegen das deutsche Waffenrecht erhielt der Gründer Marko Gross 2021 eine Haftstrafe auf Bewährung, das Mitglied Haik Jäger erhielt 2023 eine Geldstrafe.

## Entdeckung
Im Frühjahr 2017 stieß das Bundeskriminalamt (BKA) bei Ermittlungen gegen den terrorverdächtigen Bundeswehr-Oberleutnant Franco Albrecht auf Horst S., einen früheren Luftwaffenoffizier. Im Juni 2017 befragten das Bundesamt für Verfassungsschutz (BfV) und der Militärische Abschirmdienst (MAD) ihn, unter anderem zu seinen Buchbestellungen beim rechtsextremen Thule-Seminar. Er bestritt jeden Kontakt zu Franco Albrecht und behauptete, er habe Bücher zur Waffen-SS nur aus Interesse an der Biografie seines Großvaters gekauft. Über die Kontaktdaten seines Handys fanden die Ermittler sechs Mecklenburger Prepper, die sich in ihrer Chatgruppe „Nordkreuz“ über einen erwarteten Staatskollaps austauschten und diesen zum Töten linker Gegner nutzen wollten. Im Juli 2017 sagte S. dem Staatsschutz, eine Gruppe „Nord“ ehemaliger Elitesoldaten bereite sich gezielt auf den Zusammenbruch der öffentlichen Ordnung an einem „Tag X“ vor. Mindestens einer davon habe aus „Hass auf Linke“ und Flüchtlinge Namen, Adressen und Fotografien von Zielpersonen gesammelt, die „weg“ müssten. Zwei seiner Bekannten hätten den Datenordner und einen gefüllten Waffenschrank gesehen.
Am 28. August 2017 ließ der Generalbundesanwalt zwei der sechs Personen unter dem Verdacht festnehmen, sie hätten einen Terrorakt vorbereitet und Linke im Krisenfall erschießen wollen. Die übrigen vier wurden als Zeugen vernommen. Am 4. September 2017 erfuhr der Innenausschuss des Bundestags von der Gruppe und ihrer Kommunikation.

## Mitglieder
Gründer und Leiter der Gruppe war Marko Gross aus Banzkow. Er war früher Fernspäher und Fallschirmspringer, später Beamter im Landeskriminalamt Mecklenburg-Vorpommern (LKA). Als Präzisionsschütze in dessen Spezialeinsatzkommando (SEK) hatte er etwa Geiselbefreiung trainiert. Schon bei der Bundeswehr war sein „Interesse für die jüngere Militärgeschichte“ der NS-Zeit aufgefallen. Während seiner Fortbildung zum gehobenen Polizeidienst brachte er Bücher über die Wehrmacht und die SS zur Arbeit mit und trug T-Shirts mit rechtsextremen Parolen. Mindestens zwei Meldungen dieses Verhaltens an Vorgesetzte im Jahr 2009 und ein alarmierender Vermerk an die LKA-Führung blieben folgenlos.
Ende 2015 trat Gross der Chatgruppe „Nord“ auf Telegram bei und gründete dort dann die weiteren verschlüsselten Chatgruppen „Nord Com“, „Nordkreuz“ und „Vier gewinnt“. Als Nutzer „Hombre“ administrierte er sie, organisierte Mitgliedertreffen, sammelte Geld für deren Depots und verteilte Aufgaben. Im November 2016 schickte er einem Trainer auf einem Schießplatz in Güstrow ein Video von einem Nussknacker, der seinen rechten Arm nach oben bewegt und „Sieg Heil“ sagt. Im Januar 2017 sandte der Schießtrainer ihm Regeln zur „Reinhaltung der Deutschen Rasse“ von 1938. Zum „Führergeburtstag“ am 20. April 2017 sandte Gross ihm ein Bild Adolf Hitlers mit der Aufschrift „Happy Birthday“. Im Nordkreuz-Chat nannte Gross den damaligen Bundesaußenminister Heiko Maas „Abschaum“ und versandte Bilder von Soldaten, die mit ihren Waffen auf einen am Boden liegenden Menschen zielten; darunter stand „Asylantrag abgelehnt“.
Der im August 2017 festgenommene Haik Jäger aus Grabow war Kriminaloberkommissar in Ludwigslust und gehörte wie Gross zur Partei Alternative für Deutschland (AfD). Der mit ihm festgenommene Rechtsanwalt Jan Hendrik Hammer war nach Eigenaussage Kampfschwimmer bei der NVA gewesen. Bis 2015 war er FDP-Abgeordneter in Rostock, 2017 war er stellvertretender Vorsitzender der „Unabhängigen Bürger für Rostock“ (UFR). Ab 2016 veranstaltete Hammer an seinem Geburtstag mit seinen Gästen ein Wettschießen um einen Pokal, den er nach dem Rostocker Mehmet Turgut, dem erschossenen fünften von neun Opfern der NSU-Mordserie benannte. In der Einladung schrieb Hammer, der Pokal sei einem „südländischen Neubürger“ gewidmet, den „gar fiese Mörder hingerafft“ hätten. Der eingeladene Marko Gross gewann das Schießen und sandte Hammer eine Standard Operation Procedure des KSK, die er von Frank Thiel in Güstrow erhalten hatte. Hammer bedankte sich schriftlich und erwartete „weitere Schritte“. Gross antwortete: „Prima, dann geht es jetzt los in NORD.“ Damit begann die Aktivität der Gruppe.
Horst S. aus Krakow am See war bis März 2017 Vizelandeschef des Reservistenverbandes von Mecklenburg-Vorpommern. Er besaß die Handydaten von rund 30 Nordkreuzmitgliedern. Die meisten kamen aus der Region zwischen Schwerin, Hagenow und Ludwigslust und trafen sich öfter beim Handwerksmeister Axel M. aus Crivitz. Fast alle gehörten zum Verband der Reservisten der Deutschen Bundeswehr im Kreisverband des Fliegerhorsts Laage und/oder zur Polizei Mecklenburg-Vorpommern, einige früher zu deren SEK. Alle hatten somit Zugang zu Waffen, Munition und waren geübte Schützen. Nach Angaben von Gross bestand die Gruppe aus Bankern, Medizinern, Sportlern, Technikern, Ingenieuren, Polizisten und selbstständigen Handwerkern.
Frank Thiel war der Inhaber des Güstrower Schießplatzes und der Firma Baltic Shooter. Er war mehrfacher deutscher Meister mit der Kurzwaffe und bildete Spezialkräfte aus Deutschland und dem Ausland aus. Seine jährlichen Special Forces Workshops wurden von den besten Berufsschützen der Sicherheitsbehörden besucht und von großen Rüstungsfirmen gefördert. Mitveranstalter war bis 2018 das LKA, bei dem Gross arbeitete. Er und sein rechtsextremer Chatpartner waren bei Thiel angestellt. So erhielt seine Firma genaue Einblicke in polizeiliche Interna. Er selbst gehörte bis 2017 zu Nordkreuz.
Mehrere Mitglieder hatten Kontakte zum völkisch-neuheidnischen Thule-Seminar.
Der Wasserschutzpolizist Sven J. aus Rostock hatte zeitweise mit Gross rechtsextreme Chats ausgetauscht. Bei ihm fanden Ermittler im November 2019 illegale Patronen, Waffen und NS-Devotionalien. Die Staatsanwaltschaft Schwerin hielt seine Mitgliedschaft bei Nordkreuz für unzureichend belegt und übergab das Verfahren der Staatsanwaltschaft Rostock. Diese erfuhr erst 2020 von J.'s rechtsextremen Chats. Bis dahin war er neun Mal bei Polizeimissionen im Ausland eingesetzt worden, so 2018 bei der vierwöchigen Frontex-Mission „Poseidon“ gegen „illegale Migration“ und Schleuser auf der Insel Samos.
Einen Lehrer mit möglichen Kontakten zu Nordkreuz suspendierte das Landesbildungsministerium Mecklenburg-Vorpommern im Dezember 2020 vorsorglich vom Dienst.

## Ziele
Laut dem Generalbundesanwalt bereiteten sich einige Gruppenmitglieder auf den Zusammenbruch der bundesdeutschen Gesellschafts- und Staatsordnung am „Tag X“ vor. Sie glaubten, die Flüchtlingspolitik werde private und öffentliche Haushalte verarmen lassen, Anschläge und sonstige Straftaten würden zunehmen. Sie sahen die befürchtete Krise als Chance, „Vertreter des politisch linken Spektrums festzusetzen und mit ihren Waffen zu töten“.
Laut Axel M. rechneten sie mit Klimakatastrophen, Stromausfällen, einer „Flüchtlingswelle“ von Muslimen und einem Banken-Crash. Ihr Ideengeber war der Österreicher Walter K. Eichelburg, ein Autor rechtsextremer Verschwörungstheorien. Dieser behauptet, Muslime würden einen baldigen Aufstand („Muselrevolte“) vorbereiten und dann die Städte erobern. Bürgerwehren müssten die „Rückeroberung“ vom Land aus beginnen. Dabei werde „Blut fließen ohne Ende“. Man müsse Muslime kreuzigen oder pfählen, ebenso einige „linksgrünversiffte“ Politiker und Bürokraten, damit alle sähen, wer die Feinde seien und „was mit ihnen passiert, wenn sie sich nicht freiwillig ergeben.“

## Mittel

### Vorratsdepots und Bunker
Für den erwarteten Staatszusammenbruch legte jedes Gruppenmitglied eine „eiserne Reserve“ aus Konserven, Notstromaggregaten, Waffen und Munition an. Manche bauten laut Axel M. Bunker unter ihren Häusern. Die Ermittler fanden bei mehreren Mitgliedern Depots mit Treibstoff, Nahrungsmitteln und Munition. Jeder zahlte dafür etwa 600 Euro in eine gemeinsame Kasse.

### Waffen, Munition, Schießtrainings
Alle Nordkreuzmitglieder besaßen als Jäger oder Sportschützen legal Waffen, fuhren gemeinsam zu Schießübungen nach Güstrow, zur Polizeischießbahn nach Plate oder zur Schießsportanlage des Bundeswehrreservistenverbands in Hagenow. Dort trafen sie regelmäßig Horst S., den ehemaligen Bundeswehrmajor. Vom Güstrower Schießstandbetreiber Frank Thiel erhielten sie weitere Waffen und Munition und nahmen an seinen Kursen teil. Ein Ausbilder am Fliegerhorst Laage ließ sie nach Dienstschluss am Flugsimulator den Eurofighter fliegen.
Im September 2017 fand die Polizei bei Marko Gross neben legalen auch illegale Waffen. Danach stellte man fest, dass spätestens seit April 2012 rund 10.000 Patronen aus dem LKA gestohlen und an Gross und die Gruppe Nordkreuz gelangt waren. Eine LKA-Sonderkommission und Polizeidienststellen anderer Bundesländer ermittelten monatelang abgeschottet dazu, um Behördenlecks auszuschließen. Am 12. Juni 2019 nahm die Staatsanwaltschaft Schwerin vier des Munitionsdiebstahls verdächtige SEK-Beamte fest und ließ ihre Wohnungen und Diensträume durchsuchen.
Bei einer erneuten Hausdurchsuchung im Juni 2019 fanden die Ermittler bei Gross weitere Waffen, darunter eine Uzi-Maschinenpistole. Sie war 1993 während der Bundeswehrausbildung von Gross auf dem Truppenübungsplatz Lehnin bei Potsdam gestohlen worden. Insgesamt fand man bei ihm 55.300 Patronen, von denen 1400 dem Kriegswaffenkontrollgesetz unterlagen. Ein großer Teil davon stammte aus Beständen von sieben Landespolizeien, der Bundespolizei und der Bundeswehr. Zudem fand man einen illegalen Schalldämpfer, Sportwaffen, zwei Pistolen, Blendgranaten, Schießpulver, Teleskopschlagstöcke und ein Winchester-Gewehr, nach dem gefahndet worden war.
Nach taz-Recherchen war ein Teil dieser Munition an Frank Thiel oder dessen Firma geliefert worden, andere an das LKA, die Polizeiverwaltung oder das SEK Mecklenburg-Vorpommern. Einheiten fast aller dieser Munitionsempfänger waren zeitweise in Güstrow gewesen und hatten dort trainiert. Zum Jahresworkshop brachten einige Munitionshersteller selbst Patronen mit. Diese lagen laut Zeugen dort offen herum; der Verbrauch sei nicht dokumentiert und kontrolliert worden. Das Innenministerium bestritt das, räumte aber fehlende Personen- oder Gepäckkontrollen durch das LKA ein. Es ließ offen, ob und welche Behörden Frank Thiel und seine Mitarbeiter einer Sicherheitsüberprüfung vor ihren Trainingskursen unterzogen. Somit konnte Gross die Patronen in Güstrow entwendet oder von Komplizen postalisch oder direkt empfangen haben. – Ein Landkreisbeamter, der zum selben Reservistenverband wie die Nordkreuzmitglieder gehörte, hatte Gross Waffenbesitzkarten ausgestellt. Ihm zufolge war Gross beim Landkreis als Waffensachverständiger registriert gewesen. Der Beamte hatte seine illegalen Waffen und Munition bei der ersten Razzia 2017 beschlagnahmt, Gross aber erlaubt, seine legalen Waffen und Patronen einem Waffenhändler seiner Wahl zu geben. Gross gab sie Frank Thiel; was dieser erhielt und damit machte, blieb ungeklärt. Er soll gestohlene Munition von Gross verbraucht und so die Klärung ihrer Herkunft vereitelt haben. Laut Kennern wurde benutzte und verbrauchte Munition bei den SEKs in Mecklenburg-Vorpommern anders als bei der Streifenpolizei nicht kontrolliert.
Ein Teil der für Nordkreuz entwendeten Munition stammte von der Bundeszollverwaltung. Trotz Frank Thiels bekannter Bezüge zu Nordkreuz nutzte diese den Schießplatz Güstrow weiter für reguläre Trainings. Eine Sicherheitsüberprüfung des Platzes gab es nie, weil diese bei gewerbe- und waffenrechtlich erlaubten privaten Schießstätten gesetzlich nicht vorgeschrieben war. Die Bundesregierung sah im Fall Güstrow dazu auch deshalb keinen Anlass, weil das LKA Mecklenburg-Vorpommern die dortigen Workshops inhaltlich und fachlich begleitete.
Am jährlichen Special Forces Workshop auf dem Güstrower Schießplatz nahmen SEKs, Bereitschaftspolizei, Landespolizeien, Teams der GSG 9 der Bundespolizei, das Einsatzkommando Cobra aus Österreich, SWAT-Teams aus den USA und vom Kommando Spezialkräfte (KSK) teil.
2018 bezahlte ein mobiles Einsatzkommando des LKA Sachsen seine unerlaubte Teilnahme mit mindestens 7.000 Schuss Munition aus LKA-Beständen. Deswegen wurden der Kommandeur und drei Schießausbilder des Kommandos im März 2020 vom Dienst suspendiert. Die übrigen 13 Teilnehmer wurden zur Polizeidirektion Dresden versetzt. Auch bayerische Polizisten sollen bei Schießtrainings in Güstrow mitgebrachte Munition unterschlagen haben. Nach BR-Recherchen waren 90 bei Gross gefundene Patronen der Sorte „223 Remington Sniperline“ zuvor an SEKs von Nordbayern geliefert worden. Weitere 540 gefundene Patronen einer anderen Marke gehörten zum Polizeipräsidium Mittelfranken. Im April 2021 durchsuchten Beamte der „Zentralstelle für die Bekämpfung von Extremismus und Terrorismus“ (ZET) und des LKA Bayerns deswegen zwei SEK-Dienststellen in Augsburg und Nürnberg sowie die Privatwohnung eines verdächtigen SEK-Mitglieds.
Bis 2019 hatten auch fünf Sondereinheiten aus der Schweiz an den Jahreskursen in Güstrow teilgenommen. Sie beriefen sich dazu auf den deutsch-schweizerischen Polizeivertrag und bestritten jede Kenntnis von Frank Thiels Kontakten zu Nordkreuz. – Die Firmen RUAG und B&T präsentierten in Güstrow ihre Waffen und stellten Übungsmunition bereit. Mehr als 4000 der bei Gross gefundenen Patronen stammten von der RUAG; 1750 davon hatte diese direkt an Frank Thiel gesandt. Die Firma nannte ihre Kunden nicht und bestritt Fehlbestände der vergebenen Munition nach den Schießübungen. Wer diese an Gross weitergegeben oder ob er oder andere sie für Nordkreuz gestohlen hatten, blieb ungeklärt. – Die Polizeieinheit Skorpion aus Zürich hatte 2016 eigene Workshops in Güstrow angeboten. 2017 hatte Frank Thiel sie in Zürich besucht. Beide verweigerten Auskünfte zum Zweck dieser Kontakte.
Das KSK arbeitete noch Jahre nach dem Bekanntwerden der Gruppe Nordkreuz weiter mit Frank Thiel und dessen Firma zusammen. So leitete er im Mai 2018 in Güstrow eine Schießausbildung für das KSK. Im Juli 2018 organisierte seine Firma auf dem Truppenübungsplatz Heuberg, im Mai 2019 auf dem Truppenübungsplatz Oberlausitz jeweils ein Training für KSK-Soldaten, teils mit Gefechtsmunition und im Rahmen einer großen KSK-Übung. Im Frühjahr 2020 erließ ein KSK-Leiter eine wahrscheinlich illegale Amnestie für KSK-Mitglieder, die Munition entwendet hatten. Im März 2021 wurde ein KSK-Soldat wegen des Besitzes gestohlener Munition und eines illegalen Sturmgewehrs verurteilt. Frank Thiel hatte dessen Telefonnummer auf seinem Handy gespeichert. Im Mai 2021 wurde seine Zusammenarbeit mit dem KSK durch eine Kleine Anfrage von Tobias Pflüger (Linksfraktion im Bundestag) bekannt.

### Feindeslisten
Nach ersten Berichten führte Jan Hendrik Hammer in seinem Anwaltsbüro eine Liste mit mehr als 5000 Namen und Adressen vermeintlicher Gegner, darunter öffentliche Amtsträger, Journalisten und rund hundert Politiker, meist aus Mecklenburg-Vorpommern. Er entnahm die Namen aus öffentlichen Quellen und führte die Liste ohne Hinweise auf eine Tötungsabsicht. Haik Jäger soll seinen Dienstcomputer für illegale Datenabfragen zu Asylrechtsanwälten, Flüchtlingsvereinen und engagierten Kommunalpolitikern benutzt haben.
Am 14. Juli 2017 hatte der AfD-Landtagsabgeordnete Heiner Merz rund 25.000 Namen, Adressen und E-Mail-Adressen angeblicher Antifa-Gegner als E-Mail-Anhang an AfD-Mitglieder gesandt und sie aufgefordert, ihre Gegner vor Ort anhand der Liste ausfindig zu machen und bei deren Arbeitgebern zu denunzieren. Im April 2018 fanden die Ermittler eine Liste mit identischen Daten auf Datenträgern von Nordkreuzmitgliedern. Bis Ende Juli 2018 fanden sie insgesamt 24.522 Namen und Adressen von linken Aktivisten, Punks, Politikern und bekannten Künstlern aus dem ganzen Bundesgebiet. Diese Nordkreuzliste war die bis dahin umfassendste der üblichen rechtsextremen Feindeslisten. Ihre Daten stammten großenteils aus einer Kundendatei des Duisburger Online-Versandhandels Impact Mailorder, die 2015 von Neonazis gehackt worden war und in der rechtsextremen Szene kursierte. Andere Daten der Nordkreuzliste stammten aus öffentlich zugänglichen Zeitungsartikeln, Aufzeichnungen oder Auszügen von Internetauftritten.
Viele gelistete Personen waren Lokalpolitiker, die sich für Flüchtlinge einsetzten, aus dem regionalen Umfeld der „Prepper“. Den Ermittlern zufolge hatte jedes Nordkreuzmitglied Ortschaften seiner Umgebung systematisch nach möglichen Zielpersonen abgesucht, vor allem in und um Wismar, Ludwigslust, Schwerin, Perleberg und Pritzwalk. Zudem sammelten die Prepper Personendaten aus dem ganzen Bundesgebiet, auch dort vorwiegend von linksgerichteten Menschen und solchen, die sich positiv über Geflüchtete und Asylbewerber äußerten.
Weitere Personendossiers fanden sich in einem gelben Aktenordner und einem Umschlag bei Jan Hendrik Hammer und Haik Jäger. Sie enthielten Fotografien und Details, auch über Kontaktpersonen. Hinter 29 Namen hatte Hammer handschriftlich Zusätze über Namensänderungen, Geburtsnamen und -daten sowie neue Meldeadressen notiert. Zu dieser Auswahl gehörten Landtagsabgeordnete der Linkspartei, mehrere Stadtratsabgeordnete von Rostock und Sachverständige, die Stadtratsausschüsse eingeladen hatten, in denen Jan-Hendrik Hammer Mitglied war. Sie engagierten sich in einem Rostocker Bürgerbündnis gegen Rechts oder organisierten das Gedenken für das Rostocker NSU-Mordopfer Mehmet Turgut. Hammers Notizen enthielten auch Telefonnummern, E-Mail-Adressen und Zeitungsartikel zur Flüchtlingskrise von 2015, endeten aber 2016. Ab 28. Juni 2019 legten BKA-Ermittler den 29 Personen zwei Ordner mit insgesamt 500 Seiten vor und befragten sie zur Herkunft der darin enthaltenen Angaben. Mehrere Befragte äußerten Befremden, dass das LKA sie darüber nicht zeitnah informiert hatte.
Einige dieser Zeugen hatten 2015 eine anonyme Morddrohung als Brief und darum zeitweise Polizeischutz erhalten. Der Absender der Drohung wurde nicht ermittelt. Der Staatsschutz hatte damals den Grundriss der Wohnung eines Betroffenen angefertigt, aber den Wohnungsinhaber danach nicht mehr kontaktiert. Die Skizze fand sich dann bei den beschuldigten Nordkreuzlern. Wie diese daran gelangt waren, blieb unklar. Vermutet wurde, dass Haik Jäger seinen Polizeicomputer zum Recherchieren solcher Details genutzt hatte, an den Ermittlungen von 2015 beteiligt gewesen war oder der Staatsschutz vertrauliche Daten nicht geschützt hatte.
Nach RND-Recherchen verzeichnen die Nordkreuzlisten Personen aus 7963 Orten in Deutschland und dem Ausland:
| Ort/Region          | Betroffene | Informiert                          |
| ------------------- | ---------- | ----------------------------------- |
| Land MV             | ~1200      | durch LKA ab 22. Juli 2019          |
| Berlin              | 861        | -                                   |
| Land Sachsen-Anhalt | 471        | nur Rechtsberatung ab 26. Juli 2019 |
| Hamburg             | 364        | -                                   |
| Leipzig             | 259        | -                                   |
| München             | 259        | -                                   |
| Region Stuttgart    | ~200       | -                                   |
| Köln                | 187        | -                                   |
| Dresden             | 164        | -                                   |
| Land Brandenburg    | 160        | durch LKA ab 12. Juli 2019          |
| Hannover            | 120        | -                                   |
| Kiel                | 112        | -                                   |
| Rostock             | 102        | davon 29 durch BKA ab 28. Juni 2019 |
| Stuttgart           | ~100       | -                                   |
| Gera                | 92         | -                                   |
| Frankfurt am Main   | 70         | -                                   |
| Jena                | 67         | -                                   |
| Potsdam             | 53         | -                                   |
| Erfurt              | 51         | -                                   |
| Halle/Saale         | 49         | -                                   |
| Görlitz             | 40         | -                                   |
| Meißen              | 19         | -                                   |
| Döbeln              | 16         | -                                   |
| Torgau              | 15         | -                                   |

In Baden-Württemberg waren 100 Stuttgarter und insgesamt rund 200 Personen aus Böblingen, Esslingen am Neckar, Ludwigsburg, Göppingen und dem Rems-Murr-Kreis betroffen.
Die Bundesregierung bestätigte die Herkunft der rund 25.000 Personennamen aus dem Hack des Onlineversandhandels von 2015 und erklärte, deren Datensätze seien weder verändert noch ergänzt worden. Da Haik Jäger jedoch seinen Dienstcomputer für illegale Datenabfragen benutzt haben soll, können die bei ihm gefundenen Daten nicht nur aus dem Internet stammen. Zudem enthielt die Gesamtliste viel mehr Namen aus den jeweiligen Bundesländern, als deren Behörden angaben. So erklärte das Landeskriminalamt Berlin, es habe vom BKA etwa 1.000 Datensätze erhalten, davon nur zwei mit Bezug zu Berlin. Das Landeskriminalamt Sachsen erhielt vom BKA 5.500 Namen, darunter nur zehn mit Bezug zu Sachsen. Das Landeskriminalamt Thüringen erhielt mehrere Listen ohne Namen mit Bezug zum eigenen Bundesland. Keiner der Zeugen im Strafprozess gegen Marko Gross stand auf der gehackten „Antifa-Liste“ von Nordkreuz. Auf diese Widersprüche machte die Bundestagsabgeordnete Martina Renner (Die Linke) aufmerksam.

### Tötungsplanung
Laut dem BKA-Protokoll der Aussage von Horst S. besprach der Kern der Gruppe um Marko Gross, Jan-Hendrik Hammer und Haik Jäger Anfang 2017, am „Tag X“ gewaltsam gegen „Personen und Organisationen, die von der Flüchtlingspolitik profitieren“, vorzugehen, diese Personen  zu sammeln und an einen Ort zu bringen, „an dem sie dann getötet werden sollen“. Mit den Feindeslisten wollten sie „linke Persönlichkeiten“ finden, um sie „im Konfliktfall“ zu liquidieren. Sie berieten sich darüber, wo sie ihre politischen Gegner internieren könnten, sprachen über Lagerhallen und Erschießungen. Sie fragten den Kompaniechef der Reservisten, ob man im „Ernstfall“ zum Abtransport von Menschen nicht Lastwagen der Bundeswehr organisieren und damit auch mögliche Straßenkontrollen überwinden könne. Hammer wollte seinen Kameraden ab dem „Tag X“ Passierscheine mit Stempeln auf Kopfbögen der Bundeswehr ausstellen, damit sie rascher in die „Einsatzgebiete“ für die vorgesehenen Tötungen kommen würden.
Gross, Jäger und zwei ehemalige Fallschirmjäger tauschten Anfang 2017 in ihrer Chatgruppe „Vier gewinnt“ rechtsextremes Gedankengut aus. Nach BKA-Angaben (Juli 2019) nannten sie Flüchtlinge „Invasoren“, gegen die man notfalls mit Waffengewalt vorgehen müsse. Nach einem RND-Bericht wollte Nordkreuz 200 Leichensäcke und Ätzkalk (Löschkalk) bestellen. Mit Ätzkalk können Leichen schneller unkenntlich gemacht und ihre Verwesung in Massengräbern beschleunigt werden. Die Bestellabsicht ging aus drei handgeschriebenen Seiten hervor, die Bestelladressen für diese Materialien, Kontakte und Wohnungen auflistete. Das BfV übergab das Dokument im Juni 2019 dem Bundestag. Die Bundesanwaltschaft beantragte wegen des Fundstücks erweiterte Überwachungsmaßnahmen gegen die Gruppe.
Die Beschuldigten bestritten eine Tötungsabsicht, hatten sich aber nach Ermittlerangaben mit „enormer Intensität“ auf den „Tag X“ vorbereitet.

## Vernetzung

### Hannibal-Netz
Nach Recherchen der taz ab Herbst 2017 gehörte Nordkreuz zu einem bundesweiten Netz regionaler Prepper- und Chatgruppen, die der KSK-Soldat André S. (Deckname „Hannibal“) zusammenhielt und administrierte. Nach seinem Ausstieg aus dem KSK war er „Auskunftsperson“ für rechtsextreme Tendenzen in der Bundeswehr für den MAD. Durch einen MAD-Mitarbeiter erfuhr er im September 2017 von den Terrorermittlungen des Generalbundesanwalts gegen Nordkreuz. Danach warnte er wahrscheinlich andere Prepper vor weiteren Durchsuchungen und Befragungen. Im folgenden Strafprozess gegen seinen MAD-Informanten wurde er verhört. Dabei stellte sich seine Rolle als Netzwerkadministrator und Mitgründer des Vereins Uniter heraus. Zu seinem Netzwerk gehörten die Chatgruppen „Nord“, „Nord.Com“, „Nordkreuz“, „Ost“, „West“ und „Süd“, organisiert entlang der geografischen Aufteilung der Wehrbereichsverwaltung, sowie Gruppen in Österreich und der Schweiz. Nach der Terroranklage gegen Franco Albrecht ließ André S. alle Chats dieser Gruppen löschen.
Ob er die Tötungspläne von Nordkreuz kannte, war zunächst unklar. Bis Juli 2019 fanden sich bei anderen Regionalgruppen des Netzwerks keine eigenen Feindeslisten. Bis Juli 2021 befragten Ermittler 75 Zeugen zu Nordkreuz, viele weitere im Strafprozess gegen Franco Albrecht. Er war Mitglied der Gruppe „Süd“ gewesen und hatte zu André S. direkte Kontakte. Dem BKA und BfV lagen die Chatprotokolle der Gruppen Nord, Süd und Ost und die Mitgliederzahlen der Gruppen Süd (59) und Ost (16) vor. Sie stuften viele Mitglieder und Teilgruppen des Netzwerks als rechtsextrem ein. Zur Gruppe West gehörte etwa ein Arzt aus Essen, der Kontakte zum Unterstützerumfeld der Terrorgruppe Nationalsozialistischer Untergrund (NSU) hatte. Einige seiner Söhne waren in der rechtsextremen Identitären Bewegung aktiv.

### Bezüge zur AfD
Nach Bekanntwerden der Vorwürfe gegen Haik Jäger berief die AfD Mecklenburg-Vorpommern ihn Ende 2017 in eine Arbeitsgruppe zur Inneren Sicherheit. Im Januar 2018 wählte sie ihn zum stellvertretenden Vorsitzenden ihres Fachausschusses „Innere Sicherheit, Justiz und Datenschutz“. Er war Wahlkreismitarbeiter für den damaligen AfD-Landtagsabgeordneten Holger Arppe. Zu diesem hatte auch Jan Hendrik Hammer guten Kontakt. Auch Nordkreuzgründer Marko Gross ist AfD-Mitglied. Nachdem Medien Chatprotokolle Arppes mit Hinrichtungswünschen gegen politische Gegner veröffentlichten („Ich will sie hängen sehen, Grube ausheben, alle rein und Löschkalk oben rauf“), schloss die AfD ihn Anfang 2018 aus der Partei aus.
Nach ersten Medienberichten über das Hannibal-Netzwerk ließ die Bundesanwaltschaft am 23. April 2018 Wohnungen von sieben Personen an zwölf Orten durchsuchen, darunter die von Holger Arppe. Dieser war zuvor aufgrund jener Chatprotokolle wegen Volksverhetzung angeklagt worden. Die Ermittler kopierten seine Computer- und Handydaten und vernahmen ihn sieben Stunden lang als Zeugen zu den Nordkreuzchats.
Über Jan-Hendrik Hammer hatte Arppe in einer Chatgruppe geschrieben: „Typ würde perfekt in unsere Reihen passen. Er hasst die Linken, hat einen gut gefüllten Waffenschrank in der Garage und lebt unter dem Motto: Wenn die Linken irgendwann völlig verrückt spielen, bin ich vorbereitet.“ Im Mai 2015 chattete Arppe mit anderen AfD-Mitgliedern über einen Bürgerschaftsabgeordneten der Grünen in Rostock: „Brauchen wir seine Adresse? Da muss ich heute Nacht mal gleich meinen Dienstrechner mit seinen Daten füttern.“ Name und handschriftlich notierte Privatadresse des Grünen standen auf der Feindesliste von Nordkreuz. Jedoch fehlen belastbare Hinweise, dass Arppe selbst zu Nordkreuz gehörte.

### Bezüge zu Innenminister Lorenz Caffier
Schirmherr und häufiger Besucher der Jahrestreffen auf dem Schießplatz Güstrow war Landesinnenminister Lorenz Caffier (CDU). Dessen Ministerium für Inneres und Europa des Landes Mecklenburg-Vorpommern setzte die Zusammenarbeit mit Frank Thiels Firma noch bis zum Sommer 2019 fort.
Caffier verweigerte 2020 monatelang Antworten auf Medienanfragen, ob er selbst bei dem Schießplatzbetreiber Waffen gekauft und trainiert habe: Dies sei seine Privatsache. Nach Kritik aus dem Landesparlament räumte er am 13. November 2020 ein: Er habe Anfang 2018 eine Kurzwaffe bei Frank Thiel gekauft, die er als Jäger benutze. Er behauptete, die ersten Verdachtsmomente gegen Thiels Firma seien erst Anfang 2019 in seinem Bundesland angekommen. Nach Angaben der Bundesregierung vom Februar 2020 hatte das LKA Mecklenburg-Vorpommern jedoch schon im Juli 2017 von den Nordkreuzchats erfahren. Der Landesverfassungsschutz hatte im März 2018 Ermittlungsunterlagen des BKA dazu erhalten. Darin waren Aussagen zu einem Nutzer „baltic shooter“ enthalten, dem Namen von Frank Thiels Firma in Güstrow, und zu einem weiteren Nordkreuzmitglied, das den dortigen Schießplatz verwalte. Die Caffier unterstehenden Behörden wussten also seit spätestens März 2018, dass Thiel und seine Firma mit Nordkreuz verbunden waren. Daher kritisierten etliche Bundes- und Landespolitiker Caffiers Haltung scharf und forderten präzise Aufklärung über seinen Kenntnisstand; einige forderten seinen Rücktritt. Der Parlamentarische Geschäftsführer der Linksfraktion im Bundestag Niema Movassat erklärte: „Menschen, die Drohungen von Nazis bekommen, müssen darauf Vertrauen, dass Regierungsmitglieder nicht mit Nazis paktieren.“ Am 17. November 2020 trat Caffier vom Amt des Landesinnenministers zurück.
Caffier konnte nicht belegen, dass er seine halbautomatische Kurzwaffe gekauft hatte. Die Staatsanwaltschaft Rostock ermittelte, dass Frank Thiel sie ihm im Januar 2018 unentgeltlich gegeben, Caffier ein kostenloses Schießtraining zur Einweisung und die Munition dafür geschenkt erhalten hatte. Wegen Vorteilsnahme in zwei Fällen erließ das Amtsgericht Güstrow am 27. Dezember 2021 einen Strafbefehl von 13.500 Euro gegen Caffier. Seine Waffe wurde eingezogen.

## Staatliche Maßnahmen

### Beobachtung
Das BfV beobachtete Nordkreuz nach eigenen Angaben seit Herbst 2016 mit allen verfügbaren nachrichtendienstlichen Mitteln. Auf eine Anfrage von Martina Renner antwortete die Bundesregierung einerseits, das BfV habe erstmals im Juni 2017 Kenntnis von Nordkreuz erhalten und dann unter anderem das BKA informiert. Andererseits hieß es in derselben Antwort, das BKA habe im Juli 2017 durch eine Zeugenaussage von den Chatgruppen erfahren und seinerseits das BfV informiert.
Infolge der Entdeckung der Gruppe beschlossen die Innenminister der Länder im Dezember 2017, die bundesweiten Kenntnisse von Polizei und Verfassungsschutz zur Prepper-Szene in ihre Lageberichte einzubeziehen, um deren Zusammensetzung und Ziele, Nähe zu Waffen, mögliche Radikalisierungstendenzen und Bezüge zum Extremismus zu prüfen.

### Untersuchungskommission
Nach der Razzia vom August 2017 ließ Innenminister Lorenz Caffier eine Kommission zur Untersuchung der Prepperszene einrichten, die jedoch nach zwei Jahren noch keinen Bericht vorgelegt hatte. Im August 2018 lehnte Caffiers Ministerium die Herausgabe des Kommissionsberichts zur Prepperszene ab, von dem es bis dahin angeblich nur Entwürfe gab. Dagegen reichte die Transparenzinitiative FragDenStaat eine Klage ein.
Eine dreiköpfige Expertenkommission sollte die Spezialeinheiten des Landes bis Ende Oktober 2019 „gründlich untersuchen“. Jedoch blieben mehr als ein Dutzend parlamentarische Anfragen zu Nordkreuz und zum Hannibalnetzwerk wegen der laufenden Ermittlungen unbeantwortet. Gefragt wurde auch, warum die Verfahren gegen die drei Nordkreuzmitglieder und die zwei SEK-Beamten getrennt geführt und warum die Behörden trotz der belegten rechtsextremen Haltung einiger Nordkreuzmitglieder und ihrer Kontakte zu Franco Albrecht keine Ermittlungen wegen des Verdachts auf Bildung einer terroristischen Vereinigung einleiteten.
Am 26. November 2019 gab die von Heinz Fromm geleitete Untersuchungskommission zur Prepperszene eine achtseitige Zusammenfassung ihres Berichtes bekannt. Danach konnten rechtsextreme Polizisten die Meinungsführerschaft in einer SEK-Einheit übernehmen, weil ihre Vorgesetzten nichts dagegen unternommen hatten. Das Landesamt Schleswig-Holsteins habe fast keine eigenen Erkenntnisse über die Gruppe und ihre Mitglieder gehabt. Daraufhin unterstellte Caffier das SEK der Bereitschaftspolizei statt dem LKA und versetzte eine Führungsperson und den SEK-Leiter, diesen allerdings zum Fachbereich Rechtsextremismus im Verfassungsschutz des Landes.
Nachdem FragDenStaat Recht erhalten hatte, gab das Landesinnenministerium am 16. April 2020 den 58 Seiten starken vorläufigen Abschlussbericht der Prepperkommission zur Einsicht frei. Deren 15 Experten hatten nur auf öffentlich zugängliche und in polizeilichen Systemen vorhandene Daten zugegriffen. Bei allen 59 polizeibekannten Einzelfällen zu politisch motivierter Kriminalität, Waffen- und Sprengstoffdelikten habe sich der Verdacht einer rechtsextremen Preppertätigkeit als „haltlos” herausgestellt. Welche Internetforen, Facebook- und Telegram-Gruppen die Kommission ausgewertet hatte, um „radikalisierte Prepper” zu finden, gab der Bericht nicht an. Als Hindernis gaben die Autoren unter anderem an, dass dazu eine Anmeldung nötig gewesen wäre. Außerhalb der schon bekannten Nordkreuzgruppe habe man keine weiteren „sicherheitsrelevanten Fälle” gefunden. Daher sei derzeit keine „belastbare Aussage” zur Gesamtzahl der Prepper in Deutschland und Mecklenburg-Vorpommern möglich. Auch Zahlen und Daten zu radikalisierten Preppern fehlten im Bericht. Diesen erhielt der Landtagsinnenausschuss laut Peter Ritter, Sprecher der Linksfraktion, erst wenige Minuten vor der Sitzung, wo er besprochen werden sollte. Warum Caffier den Bericht trotz fehlender neuer Erkenntnisse darin jahrelang nicht freigeben wollte, blieb unklar.

### Disziplinar- und Strafverfahren
Das Landesinnenministerium ließ Marko Gross zunächst als Polizist weiterarbeiten, da der Generalbundesanwalt ihn nicht als Tatverdächtigen eingestuft hatte. Er und Haik Jäger wurden erst im Januar 2018 vom Dienst suspendiert. Gross kam erst nach dem Fund weiterer gestohlener Waffen und Munition bei ihm im Juni 2019 in Untersuchungshaft.
Am 20. November 2019 eröffnete das Landgericht Schwerin einen Strafprozess wegen illegalen Hortens von Waffen und Munition gegen ihn. Als Zeuge bestritt Frank Thiel dort jede Kenntnis von rechtsextremen Motiven und Plänen der Gruppe Nordkreuz. Als er noch deren Mitglied war, hatte er Gross geraten, bis zum „Tag X“ nur intern zu kommunizieren und „so wenig wie möglich aufzufallen“. Am 19. Dezember 2019 verurteilte das Landgericht Gross zu 21 Monaten Haft auf Bewährung. Der Vorsitzende Richter begründete das geringe Strafmaß damit, dass Gross viele Waffen und 30.000 Schuss Munition legal besessen, seine Tat glaubwürdig bereut und sich kooperativ gezeigt habe. Dass er sich nach der ersten Hausdurchsuchung illegal weniger Behördenmunition besorgte als zuvor, sei „schon in die richtige Richtung“ gegangen. Auch habe er damit keine weiteren Straftaten begangen. Das Kassenbuch zum gemeinsamen Munitionskauf der Nordkreuzgruppe spreche gegen kriminelle Energie: „Wer Straftaten plant, der schreibt es nicht so einfach auf.“ Zwar habe er sich in Chats verfassungswidrig geäußert, doch sei seine politische Einstellung von seinem Tatmotiv zu trennen. Dieses sei eine kontinuierliche „Waffenbegeisterung“. Die Staatsanwaltschaft beantragte Revision, weil sie Gross fehlende rechtsextreme Tatmotive nicht abnahm, weil der Richter die unsachgemäße Munitionslagerung nicht berücksichtigt und keine besonderen Gründe für die Bewährungsstrafe genannt hatte. Am 11. Februar 2021 lehnte der Bundesgerichtshof den Revisionsantrag jedoch ab. Damit wurde die Bewährungsstrafe für Gross rechtskräftig.
Aus Sorge vor rechtsextremer Unterwanderung entließ der Reservistenverband der Bundeswehr unter Helge Stahn 2018 vier als Nordkreuzmitglieder verdächtige Reservisten. Drei davon gingen juristisch dagegen vor und erhielten im Frühjahr 2018 zunächst wegen Formfehlern Recht. Verbandsmitglieder ernannten den entlassenen Jörg S. dann zum Landesdelegierten, worauf er am 23. Juni 2018 gegen Stahn zur Vorstandswahl kandidierte. So gab die Mitgliederbasis mutmaßlich rechtsextremen Kameraden Rückendeckung. Dies war Teil eines jahrelangen Machtkampfs um die Richtung des Verbands. Im März 2019 urteilte das Amtsgericht Bonn, die verfassungsfeindliche Gesinnung der vier Reservisten sei unbelegt. Ihre Zugehörigkeit zur Chatgruppe Nordkreuz und zur Prepperszene verstoße nicht gegen die freiheitliche demokratische Grundordnung. Darum musste der Reservistenverband die vier wieder aufnehmen. Das Landeskommando der Bundeswehr schloss ihre Teilnahme an den üblichen Schießübungen und Bundeswehrtrainings nicht aus.
Im Januar 2019 leitete das LKA Mecklenburg-Vorpommern gegen die vier Munitionsbeschaffer des SEK Verfahren wegen Verstößen gegen das Waffengesetz ein. Sie wurden vom Dienst suspendiert und sollten aus dem SEK ausgeschlossen werden. Zwei davon wurden wegen Fluchtgefahr inhaftiert. Vier weitere SEK-Beamte ließ Innenminister Caffier vorsorglich versetzen, weil sie über Chats engen Kontakt zu Gross und ihren suspendierten Kollegen hatten. Dem Schießplatzbetreiber Frank Thiel wurde gekündigt. Die Schießtrainings in Güstrow wurden neu organisiert, um Munitionsdiebstahl zu verhindern. Der Verfassungsschutz sollte fortan alle Bewerber der Landespolizei überprüfen. Zudem sollte der SEK-Dienst auf zehn Jahre begrenzt werden.
Im April 2020 hingen acht von elf laufenden Disziplinarverfahren gegen mutmaßlich rechtsextreme Polizisten in Mecklenburg-Vorpommern mit Nordkreuz und Marko Gross zusammen. Im August 2020 verdächtigte das Landesinnenministerium insgesamt 17 ehemalige und aktive Beamte und einen Angestellten der Landespolizei, in den Nordkreuz-Chatgruppen rechtsextremes Gedankengut verbreitet zu haben. Die Staatsanwaltschaft Schwerin ermittelte gegen den Mitarbeiter einer Waffenbehörde, der beschlagnahmte Patronen für eine geldwerte Gegenleistung beiseite geschafft haben sollte.
Seit 2017 hatten Behörden von Mecklenburg-Vorpommern insgesamt 21 Ermittlungsverfahren gegen mutmaßliche Nordkreuzmitglieder eingeleitet. Bis September 2021 wurden neun davon eingestellt, drei an Staatsanwaltschaften anderer Bundesländer abgegeben. Sieben liefen weiter, darunter das Verfahren des Generalbundesanwalts gegen Haik Jäger und Jan Hendrik Hammer; jedoch ohne Festnahmen. Drei Verdächtige waren im öffentlichen Dienst beschäftigt; ob sie entlassen wurden, blieb unklar. Bis dahin war nur Marko Gross strafrechtlich belangt worden.
Im Dezember 2021 stellte der Generalbundesanwalt die Ermittlungen gegen die beiden Nordkreuzmitglieder „mangels hinreichenden Tatverdachts“ ein. Im Frühjahr 2023 erhielt Haik Jäger vom Amtsgericht Ludwigslust eine geringe Geldstrafe wegen unerlaubten Besitzes von Munition und eines Waffenaufsatzes. Von seinen Feindeslisten und Bestellung von Leichensäcken war keine Rede mehr.
Wegen möglicher Bezüge zur Gruppe Nordkreuz in Chatverläufen durchsuchten Ermittler am 15. Februar 2023 Wohnungen und Diensträume von fünf Beamten des Polizeipräsidiums Rostock und der Wasserschutzpolizei Mecklenburg-Vorpommerns und sicherten Beweismaterial. Drei der Beamten wurden suspendiert, gegen alle laufen Disziplinarverfahren.

### Information der Betroffenen
Im September 2017 übergab das BKA dem LKA Mecklenburg-Vorpommerns nach dessen Angaben 1477 Datensätze zu tausenden Personen. Die 29 zusätzlichen Namen seien im Oktober 2017 bekannt, zunächst jedoch als Informationen nur für polizeiliche Zwecke und nicht als Liste gefährdeter Personen eingestuft worden. 2018 übergab das BKA dem LKA Ergebnisse seiner Razzien und eine Gefährdungseinschätzung. Dem Landesinnenministerium oblag die Information der aufgelisteten Personen, die Caffier jedoch stets ablehnte. Er wollte weder von „Todeslisten“ sprechen noch seine Kollegen im Landtag darüber informieren noch das LKA anweisen, gelistete Personen zu informieren, weil er keine Gefährdung für sie sah. Daraufhin informierte das BKA bis 12. Juli 2019 jene 29 Personen über ihre mögliche Gefährdung. Bei den rund 25.000 Personen der 2018 entdeckten Liste ging das BKA von einer „abstrakten Gefahrenlage“ aus und informierte sie nicht. Auch das Bundesinnenministerium verweigert bisher wegen der laufenden Ermittlungen nähere Angaben zu möglichen „Todeslisten“.
Das Landeskriminalamt Brandenburg erklärte, man habe die Brandenburger Bürger auf der Liste bisher nicht informiert, weil der Internethändler sie schon über den Hackerangriff und das Abgreifen ihrer Daten informiert habe. Es gebe keine konkreten Gefährdungshinweise für sie. Man wolle nun aber Informationsschreiben an sie senden. Der Brandenburger Verein Opferperspektive kritisierte, Polizei und BKA hätten die Information der von rechtem Terror Gefährdeten zwei Jahre lang versäumt.
Nach dem Bekanntwerden der Bestellliste für Leichensäcke und Ätzkalk wurde die Gefahrenlage für die von Nordkreuz bedrohten Personen als weit ernster eingestuft. Verschiedene Politiker forderten die Bundesbehörden auf, ihre bisherige Nichtinformationspolitik zu den Listen aufzugeben und alle rund 25.000 Betroffenen zu informieren. Lars Klingbeil (SPD) betonte, der Staat sei den Personen, die auf den Nordkreuzlisten stehen, eine lückenlose Aufklärung schuldig. Mögliche Verbindungen in die Polizei, zu Reservisten und in die AfD müssten aufgedeckt, rechte Terrornetzwerke „ausgetrocknet“ werden. Mit Einzeltätertheorien müsse Schluss sein. Konstantin von Notz (Grüne) forderte koordinierte Hilfsangebote für Betroffene vom Bund. Katja Kipping (Die Linke) forderte, dass alle 25.000 Personen auf den Nordkreuzlisten „umgehend informiert werden“.
Am 18. Juli 2019 forderten Vertreter aller Oppositionsparteien außer der AfD im Bayerischen Landtag Personenschutz für von Nordkreuz bedrohte Bürger. Bayerns Innenminister Joachim Herrmann wies dies zurück und betonte, der Generalbundesanwalt entscheide allein über die Bekanntgabe der Listen. Diese könnten rechte Terrorgruppen für Drohungen benutzen.
Am 19. Juli 2019 schloss das BKA eine konkrete und aktuelle Gefährdung der gelisteten Personen, Institutionen und Organisationen aus und bestritt, dass es sich um „Feindes- oder gar Todeslisten“ handele. Das Sammeln von Informationen über „den politischen Gegner“ und Bekanntgeben von deren Namen sei für Politisch motivierte Kriminalität üblich und betreffe zunehmend auch Personen des öffentlichen Lebens, Amtspersonen, Bürgerinitiativen und Medieneinrichtungen. Ziel sei vor allem, „Angst zu schüren und Verunsicherung zu verbreiten.“
Ab 22. Juli 2019 informierte das Landesinnenministerium rund 1.200 Bürger von Mecklenburg-Vorpommern brieflich darüber, dass sie auf den Nordkreuzlisten stehen. Dies gab Innenminister Caffier bekannt, betonte aber zugleich, er schließe ihre Gefährdung weiterhin aus. Die Informationsbriefe erwähnen „Materialsammlungen“ mit „personenbezogenen Daten zu Ihrer Person“, aber ohne Details zu den Ermittlungsverfahren, den Beschuldigten und dem möglichen Zweck der Listen. Stattdessen weisen sie unter Bezugnahme auf das BKA die Begriffe „Feindes-“ oder „Todesliste“ zurück. Auf eine parlamentarische Anfrage antwortete Caffier, ein Tatverdächtiger habe im Februar und März 2017 Abfragen im Einwohnermeldesystem des Landes getätigt. Solche Sammlungen zu „politisch anders Denkenden“ seien „im rechts- und linksextremistischen Bereich nicht unüblich“ und in der Regel nicht von unmittelbarer Gefährdung begleitet. Briefempfänger nannten diese Informationspolitik einen „schlechten Scherz“ und ein „völliges Desaster“.
Nach einem Bericht des Magazins Fakt behandeln die LKAs rechtsextreme Feindeslisten je nach Bundesland sehr verschieden, so dass viele davon betroffene Menschen sich eingeschüchtert und vom Staat allein gelassen fühlen. In Hessen und Thüringen informierte die Polizei Betroffene früh, in Bayern schickte das LKA ihnen Formulare für Strafanzeigen zu, in Nordrhein-Westfalen und Niedersachsen überließen die LKAs den örtlichen Polizeidienststellen über eine Nachricht zu entscheiden, in Rheinland-Pfalz prüfte das LKA ein halbes Jahr nach dem Erscheinen einer Liste noch, ob man die Betroffenen informieren solle, in Sachsen-Anhalt wartete man darauf, dass Betroffene selbst bei der Polizei nachfragten, in Brandenburg informierte man sie nicht, stellte aber dennoch Anzeigen für sie, in Baden-Württemberg, Sachsen, Schleswig-Holstein, Hamburg und Berlin fanden die LKAs keine Hinweise auf eine Straftat und informierten niemanden eigenständig. Obwohl auch das BKA die Autoren der Liste nicht kannte, stufte es die genannten Personen als nicht gefährdet ein und teilte mit, sie zu informieren würde zu einer „aus polizeilicher Sicht nicht gerechtfertigten Verunsicherung führen“. Politiker fordern von der Bundesregierung eine Stelle, die die verschiedenen Strafverfahren zur selben Feindesliste koordinieren soll.
Die Hamburger Behörde für Inneres und Sport hatte 2018 noch bestritten, dass Hamburger auf der „Feindesliste“ von Nordkreuz stehen, bestätigte aber im August 2019 auf Nachfrage der Linksfraktion Hamburg, dass 364 Personen im Raum Hamburg gelistet sind, davon 236 mit Hamburger Meldeadresse. 24 Personen seien doppelt vorhanden. Eine Information selbst dieser Betroffenen schloss die Behörde weiter aus, weil sie laut BKA derzeit nicht gefährdet seien. Nach Kritik richtete das Landeskriminalamt Hamburg ein Auskunftstelefon (040 - 428677055) für Nachfragen ein, ob man auf der Liste stehe.
Arne Semsrott (FragDenStaat) klagte seit August 2019 gegen das BKA und forderte, alle Betroffenen über ihre Einträge in den Feindeslisten von Nordkreuz zu informieren.
Am 19. August 2019 urteilte das Verwaltungsgericht Wiesbaden, dass das BKA die Feindeslisten nicht veröffentlichen müsse, und stellte das Verfahren dazu ein.
Für Sascha Lobo (Der Spiegel) zeigt der beliebige, unkoordinierte Umgang deutscher Sicherheitsbehörden mit Feindeslisten eine „Nazi-Ignoranz“. Da die Nordkreuzlisten von ehemaligen, teils sogar überwachten Polizei- und Armeemitgliedern erstellt wurden, Wohnungsskizzen und Adressen aus Polizeicomputern in rechtsextreme Hände gelangten, könne man keinen wirksamen Datenschutz bei der Polizei mehr annehmen. Der Rechtsstaat kapituliere vor gefährlichen internen Netzwerken. Die Politik verharmlose mutmaßliche Rechtsterroristen, die Leichensäcke bestellen wollten und sich aktiv auf Massenmorde vorbereiteten, als „Prepper“. Sie verstehe bis heute nicht die neuen internetbasierten Mittel dieser Netzwerke: dezentral und heimlich in verschlüsselten Chatgruppen zu kommunizieren, soziale Medien zu Aufbau und Verstärkung eines verschwörungstheoretischen Weltbilds zu nutzen, um eine Notwehrsituation herbeizufantasieren, sich ständig für den „Tag X“ der Abrechnung und des Umsturzes bereitzuhalten und Feinde mit kursierenden Todeslisten öffentlich zu markieren und einzuschüchtern. Die verschiedenen Listen seien als dezentrale Datensammlung für diesen faschistischen, rassistischen Umsturz und Appell an rechte Gewalttäter zum Massenmord zu verstehen. Sie seien gerade dazu bestimmt, in falsche Hände zu geraten.

## Ungeklärte Munitionsherkunft
Laut Bundesregierung vertritt der harte Kern der Gruppe mit Marko Gross „eine gefestigte rechtsextremistische Einstellung“. Auf eine weitere parlamentarische Anfrage von Martina Renner antwortete die Bundesregierung im Mai 2020, sie habe keine Kenntnis zur Herkunft der illegalen Munitionsanteile Marko Gross's. Dafür sei die Staatsanwaltschaft in Schwerin zuständig. Diese hatte das Verfahren gegen ihn abgeschlossen, ohne die Munitionsherkunft aufzuklären, und hielt das genaue Nachverfolgen der Munitionswege in den noch laufenden Verfahren gegen drei Ex-Kollegen von Marko Gross für zu aufwändig. Andere Bundesländer hatten eigene Ermittlungen dazu unterlassen oder an die Schweriner Staatsanwälte abgegeben. Renner kritisierte: „Das behördliche Desinteresse, den Komplex Nordkreuz aufzuklären, ist skandalös. Solange diese Kultur des Wegschauens nicht geändert wird, bleiben die Netzwerke eine Bedrohung.“
Im Juli 2021 teilte das Bundesministerium des Innern und für Heimat (BMI) mit, dass Nordkreuzmitglieder auch eine kleinere Menge Patronen des KSK besaßen. Wie sie an diese gelangt waren, wisse man nicht. In Mecklenburg-Vorpommern, Bayern und Hessen liefen Ermittlungsverfahren gegen Polizeibeamte wegen des Verdachts, Dienstmunition unterschlagen zu haben. In Sachsen wurde deswegen das gesamte Mobile Einsatzkommando (MEK) aufgelöst. Auf dem Schießplatz in Güstrow hatten Einheiten der Bundespolizei, des BKA und des Zolls jahrelang regelmäßig trainiert, zum Teil noch Jahre, nachdem die Vorwürfe gegen den Betreiber bekannt geworden waren.

## Fortbestand der Gruppe
Trotz umfassender nachrichtendienstlicher Beobachtung, dem Strafprozess gegen den Gründer Marko Gross und den damals noch laufenden Ermittlungen gegen zwei Führungsmitglieder in Mecklenburg-Vorpommern blieb die Gruppe Nordkreuz bestehen. Nach Angaben von Marko Gross war sie im August 2020 weiter aktiv.
Auf eine Kleine Anfrage der Linksfraktion im Bundestag hin bestätigte das BMI im Juli 2021 das Fortbestehen der Gruppe und räumte ein, dass mehrere Mitglieder als Sportschützen oder Jäger legal weiter Schusswaffen besitzen durften. Zu den aktuellen Aktivitäten der Mitglieder machte das BMI keine Angaben.

## Weiterführende Informationen